# Donald Broadbent
Pour les articles homonymes, voir Broadbent.
Donald Broadbent, né le 6 mai 1926 à Birmingham et mort le 10 avril 1993 à Oxford, est un psychologue britannique, membre de la Royal Society. Il est connu notamment pour ses recherches sur l'attention.

## Biographie
Il fait ses études à l'université de Cambridge. Il est élu membre de la Royal Society en 1968

## Activités de recherche
Son livre Perception and communication (1958) eut une influence déterminante dans la mise en place, en psychologie, du paradigme cognitif. Il y présente notamment sa théorie du filtre attentionnel (en), selon laquelle l'attention joue le rôle d'un filtre de bas niveau qui sélectionne une partie de l'information qui parvient du monde extérieur à la périphérie sensorielle. Selon lui, l'information non sélectionnée peut être mise en attente pendant de courtes périodes, et si elle n'est pas utilisée, disparaît. Depuis sa formulation, cette théorie est au cœur d'une bonne partie des recherches sur l'attention, qu'on la critique, défende ou modifie. Cette théorie s'appuie notamment sur des résultats expérimentaux (notamment les siens et ceux d'un autre psychologue anglais, Cherry) utilisant la technique de l'écoute dichotique (un message différent parvient dans chaque oreille); elle est étroitement liée à l'idée d'une modélisation en termes de théorie de l'information des performances cognitives, et à l'idée qu'il y a à un certain niveau de traitement un goulet d'étranglement (un canal unique) par lequel doivent passer les unes après les autres les informations —d'où la nécessité d'une sélection attentionnelle.